# Solanum gundlachii
Solanum gundlachii är en potatisväxtart som beskrevs av Ignatz Urban. Solanum gundlachii ingår i släktet skattor som ingår i familjen potatisväxter. Inga underarter finns listade i Catalogue of Life.